# Штырьковый цоколь

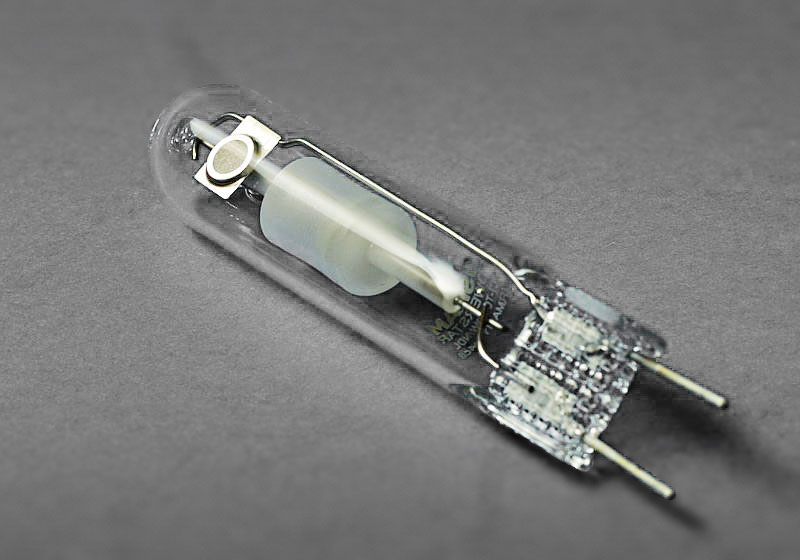
Металлогалогенная лампа с двухштырьковым цоколем

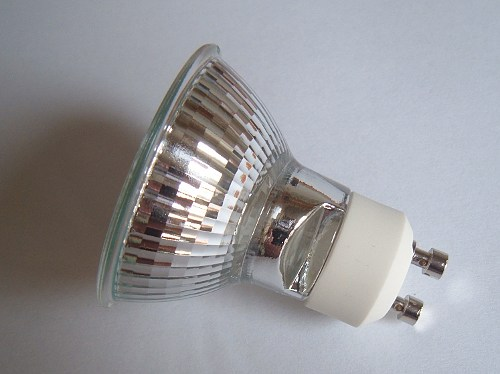
Лампа с цоколем GU10

Штырьковый цоколь — стандартный цоколь ламп с двумя и более выводами в виде штырей. Используется в люминесцентных, светодиодных лампах и лампах накаливания.
Некоторые лампы имеют выводы, расположенные более близко друг к другу, защищённые от случайного замыкания, называемые mini-bipin.

## Обозначение
В соответствии со стандартом ГОСТ IEC 60061-4—2014 данный тип цоколя имеет обозначение G. Система обозначения имеет следующий вид:
G(b)(c)—(d),
где G — тип цоколя, если вариант цоколя не полностью взаимозаменяемый по электрическим или механическим параметрам, то к нему добавляются буквы X, Y, Z или U;
(b) — числовое обозначение указывающее на расстояние между штырьками в миллиметрах;
(c) — обозначение из строчных букв указывающее количество выводов: s — 1, d — 2, t — 3, q — 4, p — 5;
(d) — обозначение, при необходимости, состоит из символов после тире, указывающих дополнительные элементы, которые важны для взаимозаменяемости, например, размеры в миллиметрах.
Габаритные и присоединительные размеры цоколей соответствуют ГОСТ IEC 60061-1—2014.
| Обозначение по ГОСТ IEC 60061-4 | Номер чертежа в ГОСТ IEC 60061-1 | Расстояние между выводами, мм | Диаметр вывода, мм | Применение                                                       |
| ------------------------------- | -------------------------------- | ----------------------------- | ------------------ | ---------------------------------------------------------------- |
| G4                              | 7004-72                          | 4,0                           | 0,65…0,75          |                                                                  |
| GU4                             | 7004-108                         | 4,0                           | 0,95…1,05          |                                                                  |
| GY4                             | 7004-72A                         | 4,0                           | 0,65…0,75          |                                                                  |
| GZ4                             | 7004-64                          | 4,0                           | 0,95…1,05          |                                                                  |
| G5                              | 7004-52-5                        | 5,0                           | —                  | Люминесцентные лампы с диаметром трубы 16 мм (Т5) и 12,5 мм (Т4) |
| G5.3                            | 7004-73                          | 5,33                          | 1,47…1,65          |                                                                  |
| G5.3—4.8                        | 7004-126-1                       | —                             |                    |                                                                  |
| GU5.3                           | 7004-109                         | 5,33                          | 1,45…1,6           |                                                                  |
| GX5.3                           | 7004-73A                         | 5,33                          | 1,45…1,6           |                                                                  |
| GY5.3                           | 7004-73B                         | 5,33                          | —                  |                                                                  |
| G6.35                           | 7004-59                          | 6,35                          | 0,95…1,05          |                                                                  |
| GX6.35                          | 7004-59                          | 6,35                          | 0,95…1,05          |                                                                  |
| GY6.35                          | 7004-59                          | 6,35                          | 1,2…1,3            |                                                                  |
| GZ6.35                          | 7004-59A                         | 6,35                          | 0,95…1,05          |                                                                  |
| G9                              | 7004-129                         | 9,0                           | —                  |                                                                  |
| GU10                            |                                  | 10,0                          | —                  |                                                                  |
| G13                             |                                  | 13,0                          | —                  | Люминесцентные лампы с диаметром трубы 26 мм (Т8)                |